# Secret (groupe)
Pour les articles homonymes, voir Secret (homonymie).
Secret (coréen : 시크릿) est un girl group sud-coréen de K-pop, actif entre 2009 et 2018. Il est composé de 4 membres, créé et produit par TS Entertainment.
Le groupe publie son premier single, I Want You Back, en 2009. En 2010, elles publient deux mini-albums intitulés Secret Time et Madonna avec comme singles Magic et Madonna. En 2011, elles sortent trois autres singles, nommés Shy Boy, Starlight Moonlight et Love is Move. Jieun, la chanteuse principale, publie aussi une chanson en solo intitulé Going Crazy mettant en valeur le rappeur coréen, Bang Yong-guk. En août 2011, le groupe fait ses débuts officiel au Japon. Secret a été l'un des trois premiers groupes de filles coréennes à faire son début dans le top 10 des charts Oricon, les autres étant Kara et Girls' Generation première et deuxième respectivement. Leur premier album studio, Moving in Secret est publié le 18 octobre 2011. En dehors de ses réalisations commerciales, le groupe est connu pour ses transitions mignonnes et leur image de « girl-next-door » comme on peut le voir dans des chansons comme Shy Boy et Starlight Moonlight.
En 2012, elles publient deux singles japonais, So Much for Goodbye et Twinkle Twinkle, un album japonais nommé Welcome to Secret Time, un mini-album coréen intitulé Poison, avec le single du même nom et un single coréen nommé Talk That. En 2013, elles publient leur 4e mini-album intitulé Letter from Secret, avec le single YooHoo et un single coréen, Gift from Secret avec pour titre-phare I Do I Do. En 2014, elles publient le single japonais I Do I Do, Jun Hyoseong fait ses débuts solos avec l'album single Top Secret, et le 5e mini-album des filles, Secret Summer sort.
En 2016, Han Sunhwa quitte le groupe afin de poursuivre une carrière d'actrice. Le groupe se sépare en 2018.

## Histoire

### Débuts (2009–2010)
Le documentaire Secret Story qui est diffusé sur Mnet présente les Secret au public pour la première fois. L'émission fait la chronique des débuts de ses membres et diffuse leur première représentation sur invitation seulement, le 29 septembre 2009. Le 13 octobre 2009, les Secret font officiellement fait leur début avec le clip de I Want You Back, leur premier single. Deux jours plus tard, le 15 octobre 2009, Secret fait son premier live sur la scène du M! Countdown. Les Secret participent dans The God of Study OST avec la musique Friends, publiée le 23 janvier 2010.
Le 31 mars 2010, le groupe révèle le clip vidéo de Magic, le titre principal de leur nouveau mini-album, Secret Time. Le groupe fait son retour avec le titre Magic au M! Countdown le 8 avril 2010 et atteint la cinquième place du Music Bank K-Chart. Le groupe sort son deuxième mini-album, Madonna, le 12 août 2010. Le clip vidéo du titre principal, Madonna, est révélé le 11 août et atteint la première place du Gaon Chart.
Le 9 décembre 2010, le groupe remporte la récompense du meilleur nouvel artiste au Golden Disc Awards. Le 20 janvier 2011, le groupe remporte le Bonsang Award lors des 20e Seoul Music Awards.

### DeShy BoyàMoving in Secretet débuts au Japon (2011)

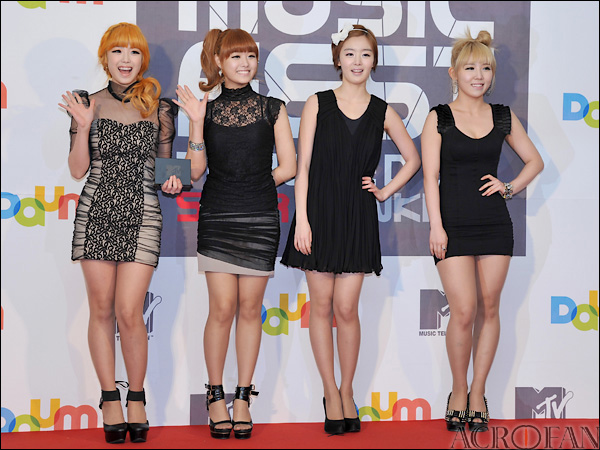
Secret en 2011.

Le 5 janvier 2011 sort le single Shy Boy accompagné d'un nouveau clip vidéo. Le groupe fait son retour le 6 janvier au M! Countdown. Le 13 janvier, le groupe gagne son premier show musical au M! Countdown et se maintient à la première place du Music Bank durant trois semaines consécutives.
Le 28 février 2011, Ji Eun sort un single solo, Going Crazy (미친거니) le 3 mars 2011. Le teaser est révélé le 28 février et le clip vidéo le 2 mars 2011. Le titre est en featuring avec le rappeur Bang Yong-guk. Il atteint la première place au Gaon Chart ainsi qu'à plusieurs classements en temps-réel, MelOn, Bugs, Dosirak et Mnet. Le groupe sort son second single Starlight Moonlight le 1er juin 2011. Elles font leur retour sur scène le 2 juin 2011 au M! Countdown.
Secret débute au Japon avec une version japonaise du premier single Madonna. Le 14 juin 2011, sort le clip vidéo de la version japonaise de leur titre Madonna. Puis le 3 août 2011, le groupe sort son premier single au Japon, Madonna. Le titre atteint la 9e place au classement Oricon faisant de Secret le troisième groupe à atteindre le Top 10 après Kara et Girls' Generation.
Secret sort un album studio à la mi-octobre Le teaser du titre principal Love is Move est révélé le 12 octobre 2011. L'album, Moving in Secret, sort le 17 octobre contenant dix nouveaux titres. Le 16 novembre 2011, le groupe sort leur premier mini-album au Japon, Shy Boy. L'album contient une version japonaise de leur précédent titre Shy Boy.

### So Much for Goodbye,Poisonet accident de la route (2012)
Le 1er février 2012, le clip vidéo de So Much for Goodbye est mis en ligne même si leur deuxième single japonais n'est pas encore mis en vente. Ainsi, le 29 février, le groupe sort leur second single au Japon, So Much For Goodbye (これくらいのサヨナラ, Kore Kurai no Sayonara). Le 11 mai, le clip de Twinkle Twinkle est mis en ligne. Ce single sort le 13 juin. Le 12 juillet, le clip vidéo de Love Is Move est mis en ligne, le titre est issu du premier album studio japonais du groupe, Welcome to Secret Time, qui devrait être mis en vente le 22 août. Le 27 août, l'agence du groupe, TS Entertainment, a dévoilé que le quatuor sortira un nouveau mini-album le 13 septembre, intitulé Poison avec le titre principal qui porte le même nom. Ainsi, le 13 septembre le clip de Poison est mis en ligne. Le 4 décembre, le clip de Talk That est mis en ligne.
Dans la matinée du 11 décembre (heure coréenne), le groupe a un accident de voiture. La voiture, dans laquelle était le groupe, heurte une rambarde de sécurité dans la nuit vers 2 heures du matin. On dénombre 5 blessés. Toutes les victimes (le groupe + son staff) sont transférées à l'hôpital. Il n'y a pas beaucoup d'informations concernant les conséquences de l'accident sinon que Zinger (maintenant Hana) se serait cassée des côtes et blessée aux poumons. Par la suite, TS Entertainment publie un communiqué officiel disant que Jieun, Sunhwa et Hyoseong, quant à elles, sont déjà sorties de l'hôpital et souffrent de légères blessures et ecchymoses mais ce n'est pas le cas pour Zinger (Hana) qui elle est toujours à l'hôpital. Les Secret ne feront donc plus de promotions jusque fin décembre. Le 15 décembre, TS Entertainment confirme que Zinger (Hana), qui souffrait d'une côte cassée et avait été touchée au poumon, avait pu quitter l'hôpital. Il lui est conseillé un repos complet de trois à quatre semaines.

### Letter from SecretetGift from Secret(2013)
Le 10 janvier 2013, il est annoncé par TS Entertainment que Hana était prête à reprendre les activités au sein des Secret. Le 16 janvier, se déroulait la deuxième partie de la cérémonie des Golden Disc Awards au Sepang International Circuit dans la ville de Kuala Lumpur en Malaisie. Les Secret y remportent le « Prix du disque (BONSANG) ». Le 31 janvier se déroule la 22e cérémonie des Seoul Music Awards. Les Secret y remportent le « Bonsang ».
Le 18 avril, l'agence du groupe, la TS Entertainment, dévoile de nouvelles informations à propos du comeback des Secret comme il l'était annoncé à la suite d'un message de Jieun. Les filles feront leur retour le 30 avril avec la sortie d'un nouveau mini-album. Le 30 avril, le quatrième mini-album du groupe, Letter from Secret, est publié. Les filles mettent en ligne le clip du titre promotionnel YooHoo par la même occasion. Le 14 juin, Secret était au Japon afin de donner leur concert 2013 Love In Secret à l'occasion de laquelle les membres du groupe donnent une conférence de presse et dévoilé leur changement d'agence et leur prochain retour. Lorsqu'elles font leurs débuts japonais avec Madonna en 2011, Secret avait signé avec l'agence Sony Music Entertainment. Mais c'est avec Kiss Entertainement que les filles feront leur comeback japonais.
Le 30 septembre, est dévoilé le nouveau titre solo de Jieun. Celui-ci s'intitule Hope Torture et prend le format d'un single album, le premier de sa carrière solo. Et le clip de Hope Torture est mis en ligne ce matin par TS Entertainment. En cette date un showcase est aussi donné en l'honneur de cette sortie. Le 9 décembre, le clip de I Do I Do est mis en ligne issu du troisième single des Secret, Gift from Secret sorti en cette même date.

### Débuts solos de Hyoseong etSecret Summer(2014)
Le 21 janvier 2014, il est annoncé que les Secret sortiront un nouveau single au Japon.  Ce dernier aura pour titre I Do I Do, à savoir la version japonaise du titre coréen et devrait sortir le 5 février 2014. Ce sera leur premier single avec l'agence, Kiss Entertainment. Avec la sortie de leur nouveau single, les filles organiseront également un mini concert pour célébrer leur retour le 6 février à Tokyo. Le 5 février, le clip japonais de I Do I Do est mis en ligne et le single homonyme sort. Le 17 avril 2014, il est annoncé que Hyosung ferait prochainement ses débuts en solo. En effet, un représentant de l’agence du groupe, TS Entertainment, déclare : « Hyosung dévoilera un opus solo le 12 mai et commencera alors ses activités promotionnelles ».
C’est avec la chanson Goodnight Kiss que Hyoseong, fera ses débuts en solo issu de l'album Top Secret.  Le 12 mai 2014, le clip de Goodnight Kiss est mis en ligne et l'album Top Secret de Hyosung est publié. Pour l'occasion de ses débuts en solo, un showcase est organisé le 12 mai au Club Vanguard de l'Hôtel Ramada.
Le 8 juillet 2014, l'agence des filles, TS Entertainment, explique que le groupe reviendrait au mois d'août avec un nouveau single. En effet, Secret prépare la sortie de son 5e mini-album nommé Secret Summer, et que son titre-phare sera la chanson I'm In Love qui sortira le 11 août 2014. Le 11 août, le mini-album Secret Summer est publié et le clip vidéo du titre phare I'm In Love est mis en ligne. La chanson grimpe d'ailleurs rapidement en haut des classements, décrochant notamment la première place du classement de Bugs Music. Les filles tiennent également un showcase en cette date.

### Départ de Sunhwa et fin (2016–2018)
Le 26 septembre 2016, il est annoncé que Sunhwa quittera Secret à la suite de sa décision de ne pas renouveler son contrat avec TS Entertainment afin de poursuivre une carrière d'actrice. Son contrat avec l'agence se termine le 13 octobre. Le groupe continuera avec les trois membres restants,.
Le groupe met fin à ses activités en 2018.

## Membres

### Derniers membres
| Nom de scène | Nom de scène | Nom de naissance | Nom de naissance | Date de naissance | Nationalité  | Position            |
| Romanisé     | Coréen       | Romanisé         | Coréen           | Date de naissance | Nationalité  | Position            |
| ------------ | ------------ | ---------------- | ---------------- | ----------------- | ------------ | ------------------- |
| Hana         | 하나         | Jung Ha-na       | 정하나           | 2 février 1990    | Corée du Sud | Rappeuse principale |

### Anciens membres
| Nom de scène | Nom de scène | Nom de naissance | Nom de naissance | Date de naissance | Nationalité  | Position                     |
| Romanisé     | Coréen       | Romanisé         | Coréen           | Date de naissance | Nationalité  | Position                     |
| ------------ | ------------ | ---------------- | ---------------- | ----------------- | ------------ | ---------------------------- |
| Hyosung      | 효성         | Jeon Hyo-sung    | 전효성           | 13 octobre 1989   | Corée du Sud | Leader, chanteuse principale |
| Jieun        | 지은         | Song Jieun       | 송지은           | 5 mai 1990        | Corée du Sud | Chanteuse principale         |
| Sunhwa       | 선화         | Han Sun-hwa      | 한선화           | 6 octobre 1990    | Corée du Sud | Chanteuse secondaire, maknae |

## Discographie

### Albums studio
- 2011 : Moving in Secret
- 2012 : Welcome to Secret Time

## Concerts
- 2012 : Secret 1st Japan Tour Secret Time[46]
- 2013 : Secret Live in Singapore
- 2015 : Secret Fan Meeting in Asia Singapore
- 2015 : Secret Fan Meeting in Asia Taiwan

## Distinctions

### Asia Model Festival Awards
| Année | Titre                | Travail nommé | Résultat |
| ----- | -------------------- | ------------- | -------- |
| 2011  | Popular Singer Award | Secret        | Lauréat  |

### Gaon Chart Awards
| Année | Titre                             | Travail nommé       | Résultat |
| ----- | --------------------------------- | ------------------- | -------- |
| 2012  | Songs of the Year Award (janvier) | Shy Boy             | Lauréat  |
| 2012  | Songs of the Year Award (juin)    | Starlight Moonlight | Lauréat  |

### Golden Disk Awards
| Année | Titre                | Travail nommé         | Résultat   |
| ----- | -------------------- | --------------------- | ---------- |
| 2010  | Newcomer Award       | Secret                | Lauréat    |
| 2010  | Popularity Award     | Secret                | Nomination |
| 2011  | Digital Bonsang      | "Starlight Moonlight" | Lauréat    |
| 2011  | MSN Popularity Award | Secret                | Nomination |
| 2012  | Digital Bonsang      | "Poison"              | Lauréat    |
| 2013  | Popularity Award     | Secret                | Nomination |
| 2013  | Disk Album Award     | "YooHoo"              | Nomination |

### Korean Culture Entertainment Awards
| Année | Titre                                    | Travail nommé | Résultat |
| ----- | ---------------------------------------- | ------------- | -------- |
| 2010  | New Generation Popular Teen Singer Award | Secret        | Lauréat  |

### Melon Music Awards
| Année | Titre            | Travail nommé | Résultat   |
| ----- | ---------------- | ------------- | ---------- |
| 2010  | Best Music Video | "Madonna"     | Nomination |
| 2010  | Newcomer Award   | Secret        | Nomination |
| 2011  | Bonsang          | Secret        | Lauréat    |

### Mnet Asian Music Awards
| Année | Catégorie                              | Travail nommé | Résultat   |
| ----- | -------------------------------------- | ------------- | ---------- |
| 2010  | Best Dance Performance - Female Group  | "Magic"       | Nomination |
| 2011  | Best Dance Performance - Female Group  | "Shy Boy"     | Nomination |
| 2011  | Song Of The Year                       | "Shy Boy"     | Nomination |
| 2012  | Best Dance Performance - Female Group, | "Poison"      | Nomination |
| 2012  | Song Of The Year,                      | "Poison"      | Nomination |

### Seoul Music Awards
| Année | Titre                | Travail nommé   | Résultat   |
| ----- | -------------------- | --------------- | ---------- |
| 2010  | Bonsang              | "Madonna"       | Lauréat    |
| 2011  | Bonsang              | "Shy Boy"       | Lauréat    |
| 2012  | Bonsang              | "Poison"        | Lauréat    |
| 2013  | Bonsang              | "YooHoo"        | Nomination |
| 2013  | Popularity Award     | Secret          | Nomination |
| 2014  | Bonsang              | "Secret Summer" | Nomination |
| 2014  | Popularity Award     | Secret          | Nomination |
| 2014  | Hallyu Special Award | Secret          | Nomination |

## Programmes de classements musicaux

### M! Countdown
| Année | Date       | Chanson |
| ----- | ---------- | ------- |
| 2011  | 13 janvier | Shy Boy |

### Music Bank
| Année | Date       | Chanson |
| ----- | ---------- | ------- |
| 2011  | 4 février  | Shy Boy |
| 2011  | 11 février | Shy Boy |
| 2011  | 18 février | Shy Boy |

### Inkigayo
| Année | Date       | Chanson             |
| ----- | ---------- | ------------------- |
| 2011  | 20 février | Shy Boy             |
| 2011  | 19 juin    | Starlight Moonlight |